# Omval
Omval är en form av val som innebär att valet görs om. Det kan förekomma till exempel när det första valet förklarats ogiltigt på grund av valet inte har genomförts på rätt sätt. Termen omval används dessutom ofta när en person väljs till ett uppdrag som vederbörande redan har.

## Omval i Sverige
I Sverige gäller att valprövningsnämnden kan besluta om omval när det förekommit avvikelse från föreskriven ordning, eller vid röstfusk. Det krävs också att felet kan antas ha påverkat valutgången, och att det inte räcker med en mindre ingripande åtgärd, till exempel omräkning.
Efter valet 2010 beslutade valprövningsnämnden den 11 februari 2011 att det skulle bli omval i en av fyra valkretsar i Örebro kommun samt i Västra Götalands läns landsting.